# Сожжение Трои (опал)
Сожжение Трои (фр. Incendie de Troie) — исторический драгоценный чёрный опал весом 4,94 унции (около 700 карат) и размером 4,5 × 2,5 × 0,5 дюйма, который в начале XIX века французский император Наполеон I подарил своей жене Жозефине (или Жозефина сама приобрела его). Французский ювелир Шарль Барбо писал, что нижняя его часть была полностью непрозрачной, а верхняя демонстрировала очень выраженную красную опалесценцию, благодаря которой этот опал получил своё название, и на тот момент это был единственный в мире драгоценный камень подобных характеристик. Он пропал после того, как войска Шестой коалиции вошли в Париж — возможно, его скрыл один из наследников Жозефины, которая вскоре после поражения Франции умерла.
Происхождение «Сожжения Трои» — предмет дискуссий. До XX века большинство исследователей считали, что этот опал, как и большинство опалов того времени, происходит из словацкого месторождения Червеница-Дубник, но его цвет и размер необычны для словацких рудников, и из-за этого, а также из-за наличия непрозрачной чёрной подложки, возникло предположение, что на самом деле опал «Сожжение Трои» добыт на месторождениях Гондураса, для которых обычны матричные чёрные опалы на чёрном базальте.
Некоторые публикации второй половины XX века утверждают, что перед началом Первой мировой войны опал «Сожжение Трои» приобрели у анонимного продавца городские власти Вены, а после окончания войны они, несмотря на финансовые трудности, отказались от предложения в размере 25 тысяч фунтов за него и хранили камень до 1921 года или до начала Второй мировой войны, когда он вновь пропал. Возможно, это смесь сообщений о двух разных камнях — согласно более ранним и близким к событиям источникам, большую сумму предлагали не за «Сожжение Трои», а за Венский императорский опал, который находился в Вене уже по крайней мере два столетия и находится там по сей день.